# Карл Филип фон Геминген
Карл Филип фон Геминген-Гутенберг (на немски: Karl Philipp Freiherr von Gemmingen-Guttenberg; * 24 май 1771 в Ансбах; † 10 юли 1831 в Бонфелд, част от Бад Рапенау) е фрайхер, благородник от фамилията на фрайхерен фон Геминген-Гутенберг, кралски пруски домхер в Камин, командир на „Церингския Лъвски орден“ и господар в дворец Обершлос в Бонфелд (част от Бад Рапенау).
Той е син на Карл Фридрих Райнхард фон Геминген (1739 – 1822), министър в Бранденбург-Ансбах, и братовчедката му Филипина Магдалена фон Воелварт (1750 – 1825), дъщеря на фрайхер Себастиан фон Воелварт и фрайин Фридерика Каролина фон Воелварт. Сестра му Себастиана (1785 – 1811) е омъжена Кристоф Вилхелм Фердинанд фон Дегенфелд (1776 – 1831).
Карл Филип фон Геминген следва право в Гьотинген заедно с Йохан Хайнрих Либескинд (1768 – 1847). След това той е асесор при колегията на управлението в Ансбах. Той управлява наследения Обершлос в Бонефелд и околностите му. Той умира 1831 г. и е погребан в гробището в Бонфелд, където гробът му днес е запазен. Неговата вдовица се мести по-късно в Карлсруе, където 1842 г. я последва рано овдовялата ѝ дъщеря Августа (1809 – 1893), която се ангажира в женското дружество в Баден. Собствеността в Бонфелд след смъртта му управлява син му Едуард, след неговата ранна смърт по-големия син Карл Вайпрехт Райнхард.

## Фамилия
Карл Филип фон Геминген-Гутенберг се жени на 1 март 1797 г. в Щутгарт за фрайин София Августа Луиза Йохана фон Дегенфелд (* 13 декември 1767, Нойухауз; † 30 август 1802, Бонфелд), вдовица на Карл фон Сайнт-Андрé (1747 – 1790), дъщеря на Кристоф Еберхард Фридрих фон Дегенфелд (1737 – 1792) и София Луиза Салома фон Щайн цум Рехтенщайн (1740 – 1811). Те имат две деца:
- Карл Вайпрехт Райнхард (* 16 септември 1797, Щутгарт; † 11 февруари 1882, Бонфелд), женен I. 1824 г. за Емма фон Утенхофен (1804 – 1846), II. 1847 г. за Хиполита фон Цепелин (1831 – 1882)
- София Филипина Бенедикта (* 1800), омъжена за Бенямин Франц фон Тесин

Карл Филип фон Геминген-Гутенберг се жени втори път на 12 юни 1803 г. в Нойхауз за нейната сестра фрайин Еберхардина Хенриета Кристиана фон Дегенфелд (* 17 октомври 1777, Нойхауз; † 28 юли 1847, Баден-Баден). Те имат децата:
- Ема Каролина Себастиана (* 15 март 1804, Бонфелд; † 6 март 1865, Карлсруе), омъжена на 4 ноември 1824 г. в Бонфелд за фрайхер Лудвиг Фридрих Вилхелм фон Геминген (* 28 септември 1794, Щутгарт; † 7октомври 1858, Карлсруе), син на фрайхер Август Вилхелм фон Геминген (1738 – 1795) и фрайин Шарлота Франциска фон Геминген-Гутенберг-Фюрфелд (1770 – 1814)
- Едуард Фридрих Лудвиг (* 29 декември 1807; † 7 юни 1846, Баден-Лихтентал), женен на 29 декември 1834 г. в Манхайм за Луиза фон Геминген-Хорнберг (* 24 юли 1812, Трешклинген; † 21 май 1849, Щутгарт), дъщеря на фрайхер Зигмунд фон Геминген-Хорнберг-Трешклинген (1777 – 1843) и фрайин Шарлота фон Геминген-Хорнберг (1785 – 1842)
- Августа Лаура Луиза (* 1 август 1809, Бонфелд; † 9 април 1893, Карлсруе), омъжена 1828 г. в Майнинген за Йоханес фон Харденберг († 1841)